# Jan Zaremba z Kalinowy (wojewoda)
Jan Zaremba z Kalinowy herbu własnego (zm. przed 7 grudnia 1523 roku) – wojewoda kaliski w latach 1512–1523, wojewoda łęczycki w latach 1511–1512, kasztelan poznański w latach 1508–1511, starosta generalny Wielkopolski w latach 1504–1508, starosta człuchowski w 1508 roku i w latach 1521–1523.
Podpisał dyplom elekcji Zygmunta I Starego na króla Polski i wielkiego księcia litewskiego na sejmie w Piotrkowie 8 grudnia 1506 roku.